# Лозанна (хоккейный клуб)
«Лозанна» (фр. Lausanne HC) — профессиональный швейцарский хоккейный клуб из одноимённого города. Основан в 1922 году. Всю свою историю команда играла в национальной лиге В (второй по силе лиге). Семикратный чемпион национальной лиги В (1957, 1978, 1995, 2001, 2009, 2010, 2013). С сезона 2013/2014 выступает в швейцарской национальной лиге.

## История
Во время локаута в НХЛ в сезоне 2004/2005 за клуб выступал Мартин Сан-Луи. В сезоне 2012/13, став чемпионом национальной лиги В, «Лозанна» получила право сыграть серию квалификационных матчей с клубом, занявшим последнее место в национальной лиге А — «Лангнау Тайгерс». «Лозанна» получила путёвку в национальную лигу А, победив в серии со счётом 4:2. Первый сезон 2013/14 в национальной лиге А команда завершила на 8 месте. В плей-офф «Лозанна» вылетела в четвертьфинале, уступив «Цюрих Лайонс» в серии 4:3.

## Изъятые номера
- №10  Жерард Дуби
- №16  Клод Фридрих
- №21  Бит Киндлер

## Известные игроки
- Майк Касзики (1990—1992)
- Джин Гагнон (1992—1996)
- Вячеслав Быков (1998—2000)
- Дмитрий Шамолин (2000—2003)
- Андрей Башкиров (2001—2005, 2006)
- Мартин Сан-Луи (2004—2005)
- Кристобаль Юэ  (2012—н. в.)
- Якуб Штепанек  (2018—н. в.)

Список выступавших за клуб хоккеистов, о которых есть статьи в русской Википедии, см. здесь